# Perlasz
Perlasz (szerbül Перлез / Perlez, németül Perlas) település Szerbiában, a Vajdaságban, a Közép-bánsági körzetben, Nagybecskerek községben.

## Fekvése
Nagybecskerektől délre, a Béga mellett, Óécska, Rezsőháza és Farkasd közt fekvő település.

## Története
Perlasz helyén egykor Szige nevű falu állt, mely az 1717 évi kincstári összeírásban Sige néven szerepelt, és ekkor 30 ház állt itt. Később az 1723-1725-ös gróf Mercy-féle térképen is a lakott helyek között tüntették fel, a nagybecskereki kerületben. A település közelében Sánc-nak nevezett erődítvényt is emeltek, melyet az 1761-es térképen Szige fölött találhatunk meg.
Az új helység; Perlasz nevét Gróf Perlas-ról, a temesvári kincstári tartományi igazgatóság elnökéről kapta, aki 1752 után a Sáncz alján új helységet telepített.
Perlasz első lakosai a Tisza-Maros vidékéről beköltözött szerbek voltak.
1766-ban a kamara Perlasz határának egy részét a tiszai és a marosi határőröknek engedte át, majd 1767-ben, a német-bánáti határőrezred megalakításakor az egyik század székhelye lett, de 1770-ben a szerb ezrednek engedték át.
1775-1778. között a volt kikindai kiváltságos kerületből a volt tisza-marosvidéki szerb határőrcsaládok költöztek ide.
A török háború kitörésekor, amikor II. József 1787. év végén hadait a határon felállította, hadiközépponttá és a sereg egyik hadosztályának székhelyévé lett.
Perlasz az 1848–49-es forradalom és szabadságharc alatt a szerb felkelők hadműködésének középpontjaként, több véres ütközet színhelye lett:
1848. szeptember 2-án Kiss Ernő, a bánsági magyar hadak vezére, 4000 emberével véres küzdelem után bevette a perlaszi sáncokat, melyeket Drakulics szerb felkelővezér parancsnoksága alatt, mintegy 5000 ember védett. A győzelem után a magyar sereg bevonult a városba, melynek lakossága fehér zászlóval fogadta.
1848. szeptember 11-én a Vetter Antal alezredes vezérlete alatt álló magyar had és a Sztratimirovics vezérlete alatt álló szerbek között ismét összeütközés volt, mely a magyarok vereségével végződött.
1849. tavaszán ismét a szerb felkelők egyik főtáborhelye lett. 1849 tavaszán és nyarán a honvédsereg több ízben intézett támadást a perlaszi sáncok ellen, de mindannyiszor sikertelenül. 1849 május 24-én Bene honvédezredes támadta meg Knicsanin szerb felkelővezér egyik osztályát, 1849 június 26-án pedig 900 nemzetőr; július 14-én pedig Derra honvédőrnagy 1100 emberével intézett támadást a szerb felkelők ellen, de mindegyik esetben sikertelenül.
1910-ben 4949 lakosából 317 magyar, 777 német, 3220 szerb volt. Ebből 1597 római katolikus, 3241 görögkeleti ortodox, 61 izraelita volt.
A trianoni békeszerződés előtt Torontál vármegye Nagybecskereki járásához tartozott.

## Népesség

### Demográfiai változások
| 1948 | 1953 | 1961 | 1971 | 1981 | 1991 | 2002 | 2011 |
| ---- | ---- | ---- | ---- | ---- | ---- | ---- | ---- |
| 4528 | 4623 | 4881 | 4458 | 4283 | 3880 | 3818 | 3383 |

## Nevezetességek
- Római katolikus temploma - 1770-ben épült
- Görögkeleti temploma - 1808-ban épült, 1886-ban új tornyot kapott. A templom ikonosztázának a képei Uroš Predić bánáti szerb festő alkotása.

## Jegyzetek

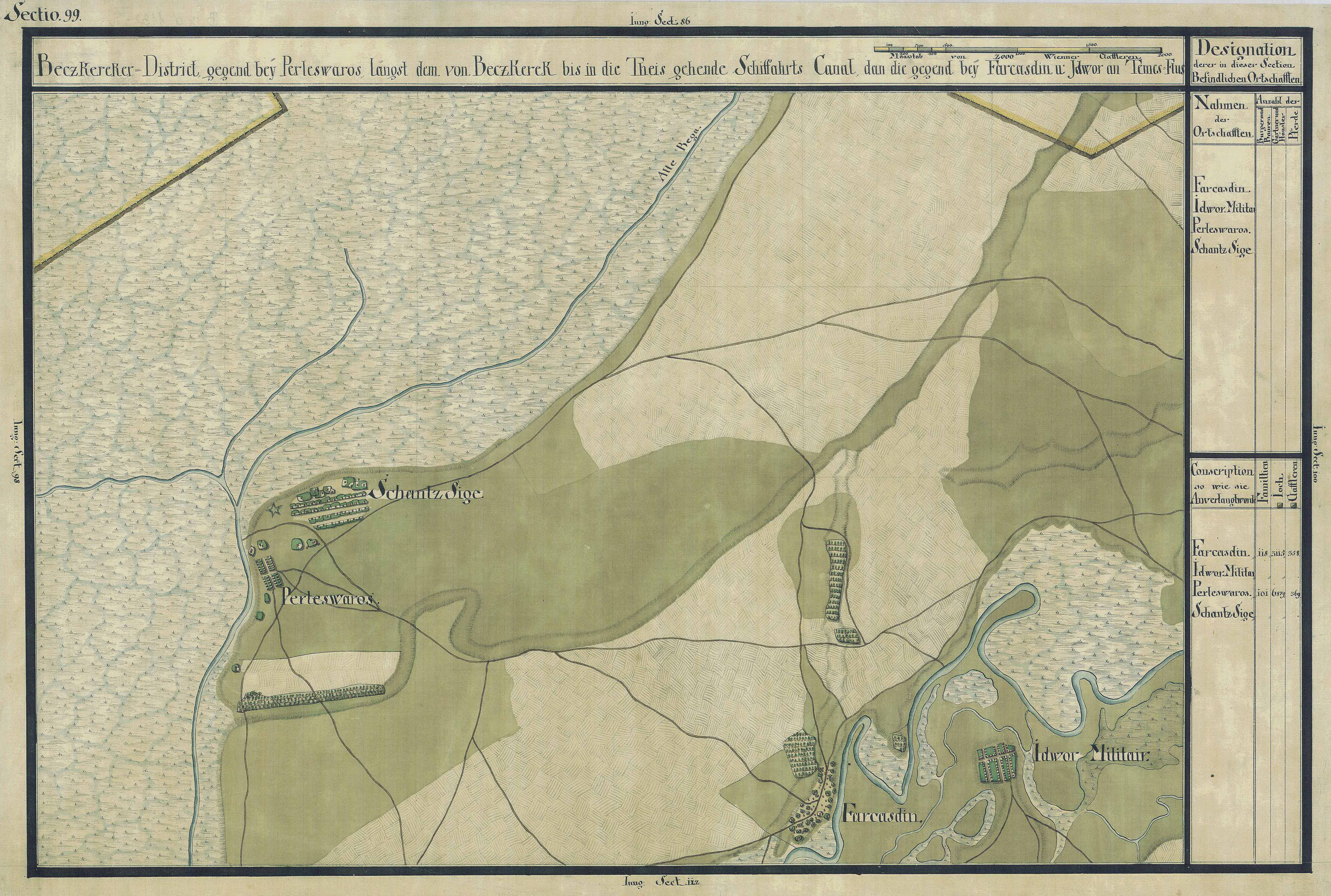
Perlasz egy régi térképen